# Branden Oliver
Branden Oliver (* 7. Mai 1991 in Miami, Florida) ist ein ehemaliger US-amerikanischer Footballspieler. Er war von 2014 bis 2017 für die San Diego/Los Angeles Chargers in der National Football League aktiv. Zuletzt spielte er für die Salt Lake Stallions in der Alliance of American Football (AAF). Seine Position war Runningback bzw. Kick Returner.

## Persönliches
Brendan Oliver besuchte die Miami Southridge Highschool. In der Highschoolmannschaft war er zwei Jahre in Folge Kapitän.
Er ist Cousin des Footballspielers Roscoe Parrish, welcher für die Buffalo Bills spielte.

## Karriere

### NFL
Nachdem Oliver nach dem NFL Draft 2014 keinen Verein finden konnte, erhielt er im Mai ein Vertragsangebot von den San Diego Chargers über zwei Jahre. Seine ersten beiden Touchdowns schaffte Oliver am 6. Oktober 2014 im dritten Spiel für die Chargers gegen die New York Jets.
Am 12. August 2018 unterschrieb er bei den Indianapolis Colts, doch noch vor Saisonstart wurde er wieder entlassen.

### AAF
Am 12. Januar 2019 unterschrieb Oliver einen Vertrag bei den Salt Lake Stallions in der Alliance of American Football. Am 8. März 2019 wurde er auf die Injured Reserve List gesetzt.